# Amedeo Modigliani

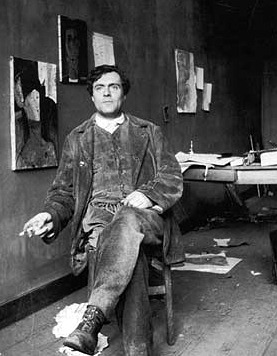
Amedeo Modigliani

Amedeo Clemente Modigliani (Livorno, 12 juli 1884 – Parijs, 24 januari 1920) was een Italiaans kunstschilder en beeldhouwer. Hij overleed in armoede, na een bewogen leven en een zeer korte carrière, maar hij behoort vandaag tot de populairste kunstenaars van de 20e eeuw.

## Biografie

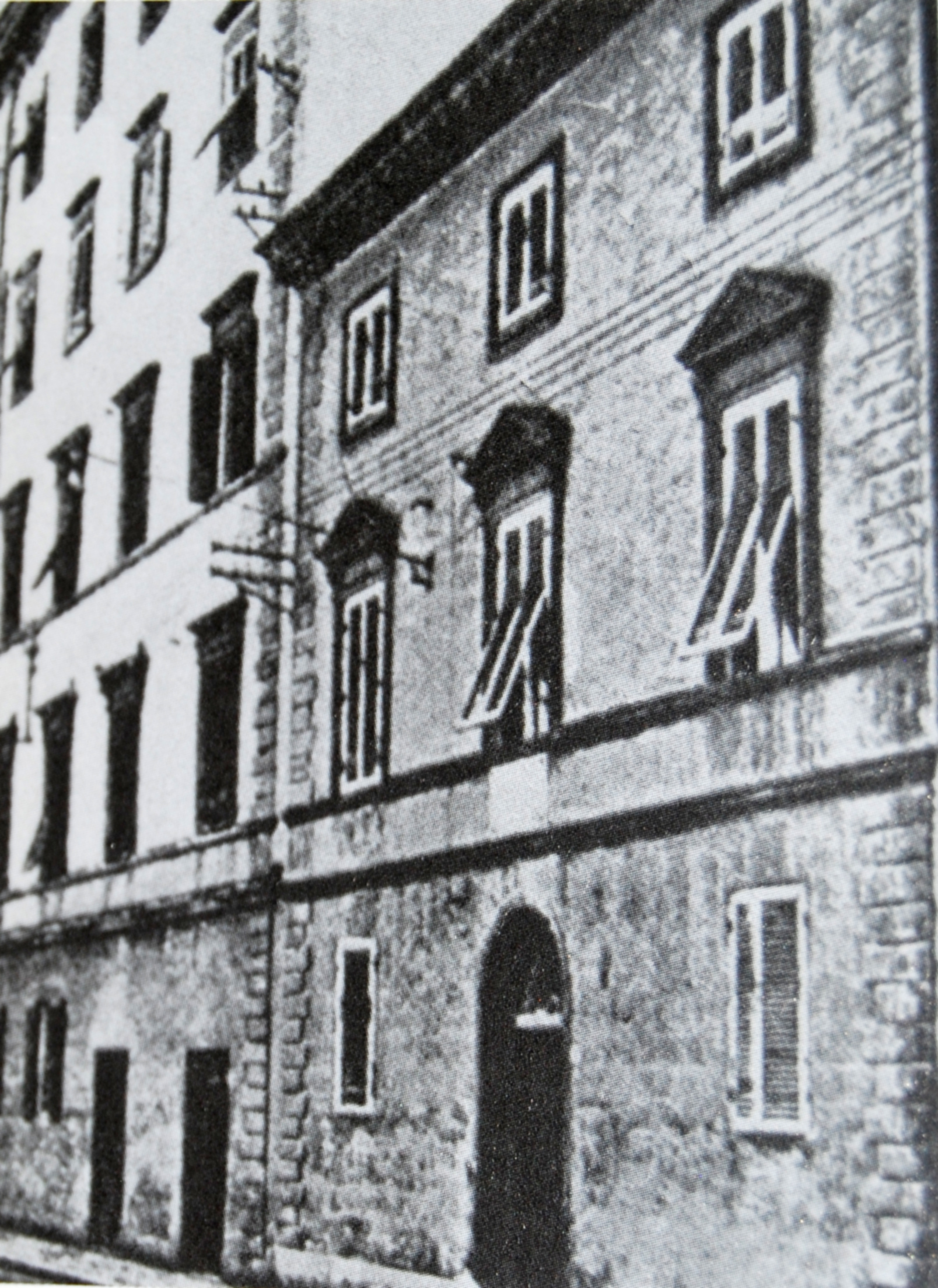
Geboortehuis van Amedeo Modigliani in Livorno, foto uit 1903

### Jeugd
Amedeo Modigliani was telg uit een Sefardisch Joods koopmansgeslacht. Hij was het vierde kind van Flaminio Modigliani en diens Franse vrouw, Eugenie Garsin. Modigliani werd geboren en groeide op in Livorno. Zijn vader was kort voor de geboorte van Amedeo failliet gegaan. Zijn moeder trachtte het gezin recht te houden door vertaalwerk en als privélerares in het Frans en het Engels. Amedeo groeide op in armoede maar anderzijds in een gecultiveerd milieu. Zijn grootvader, Isaac Garsin, nam de jongen regelmatig mee naar kunsttentoonstellingen en legde zo waarschijnlijk de basis voor de latere interesse in kunst van Amedeo.
Amedeo had een wankele gezondheid, op 11-jarige leeftijd werd hij getroffen door pleuritis en toen hij veertien was kreeg hij tyfus. Bij de aanval van pleuritis moest hij lange tijd het bed houden. Hij bracht zijn tijd door met schetsen in een notaboek dat hij van zijn moeder had gekregen, waarschijnlijk de eerste uiting van zijn verbeelding en zijn aanleg voor het picturale. Zijn dochter Jeanne spreekt in de biografie van haar vader dit verhaal tegen en stelt dat Amedeo al voor zijn ziekte bezig was met tekenen.
Vanaf augustus 1898 volgde Amedeo tekenlessen bij de schilder Guglielmo Micheli (1866-1926) en in december krijgt hij van zijn moeder toestemming om zijn studies aan het Gymnasium te beëindigen en zich volledig op zijn tekenlessen toe te leggen. Amedeo was in deze periode vooral geboeid door de werken uit de veertiende eeuw en in het bijzonder van de meesters van de Sienese school uit de die tijd en hij had een grote bewondering voor de prerafaëlieten. Het landschapschilderen in de stijl van de Macchiaioli, de specialiteit van Micheli, interesseerde hem maar matig. Toen Giovanni Fattori een bezoek bracht aan het atelier van Micheli prees hij een stilleven door Modigliani getekend in houtskool.
In 1900 kreeg Amedeo een nieuwe aanval van pleuritis die overging in tuberculose. Hij was verplicht zijn opleiding te staken en in de winter van 1900-1901 trok hij naar centraal Italië en het zuiden op zoek naar een milder klimaat. Hij bezoekt Napels, Capri, Amalfi, Rome en Florence en naast het zachtere klimaat brengt deze reis de jonge Amedeo in contact met de evolutie in de kunst, waarbij de contacten met het werk van de 14e-eeuwse Tino di Camaino later belangrijk zullen blijken. Manuel Ortiz de Zárate die hij later in Venetië ontmoette getuigde hier over dat Modigliani na zijn contact met het werk van Tino di Camaino, beeldhouwer wou worden, maar problemen had met de kosten van het materiaal. Hij schilderde bij gebrek aan beter. Zijn ware roeping was het werken in steen en zou dat blijven voor de rest van zijn leven.

### Opleiding
In 1902 ambieerde Amedeo een bredere opleiding. Hij schreef zich in aan de Academie voor schone kunsten in Florence waar hij de lessen volgde aan de Scuola Libera di Nudo (Vrije School van Naaktstudies) samen met zijn vriend Oscar Ghiglia, die hij had leren kennen in het atelier van Micheli. Het jaar daarop was de verstandhouding met Oscar zo verslechterd dat Amedeo besloot te verhuizen naar Venetië, waar hij zich inschreef bij het Regio Istituto per le Belle Arti di Venezia eveneens in de Scuola Libera di Nudo. Modigliani bestudeert in Venetië de werken van de schilders uit de renaissance zoals Vittore Carpaccio en Titiaan. Aangetrokken door het levendige culturele leven van Venetië, maakt hij kennis met een aantal avant-gardistische kunstenaars en met het nachtleven in de cafés van de lagune. Het is ook hier dat Amedeo Modigliani voor het eerst experimenteerde met hasjiesj. Tijdens de Biënnales van 1903 en 1905 leerde hij de werken van de Franse symbolisten en impressionisten kennen. In Venetië schilderde hij een portret van Fabio Mauroner, dat tentoongesteld werd op de Biënnale van 1930, maar daarna verloren is gegaan. Er zijn ook geen andere werken uit die periode bewaard gebleven, maar volgens Jeanne Modigliani werden de werken niet vernietigd op verzoek van de artiest, zoals dikwijls in de literatuur beweerd wordt. Modigliano bleef in Venetië tot eind 1905.

## Kunstenaarsloopbaan

### Parijs
In 1906 verhuisde Modigliani naar Parijs, dat toen het brandpunt van de avant-garde was. Volgens Jeanne Modigliani is er heel weinig concreet geweten over Amedeo's leven in de periode 1906-1907. Volgens haar kan men de ooggetuigen uit die periode in drie categorieën indelen. De eerste zijn de sentimentele getuigen die vertellen over de knappe, elegante en gecultiveerde jongeman. De tweede categorie ziet hem als de zwakkeling, de dronkaard, die de auteur was van zijn eigen ondergang. Voor de derde groep is Modigliani slechts een herinnering aan hun eigen jeugd. Afhankelijk van de gebruikte bronnen komen de biografen zoals Blaise Cendrars, Andre Salmon en Francis Carco, dan ook aanzetten met zeer verschillende verhalen.

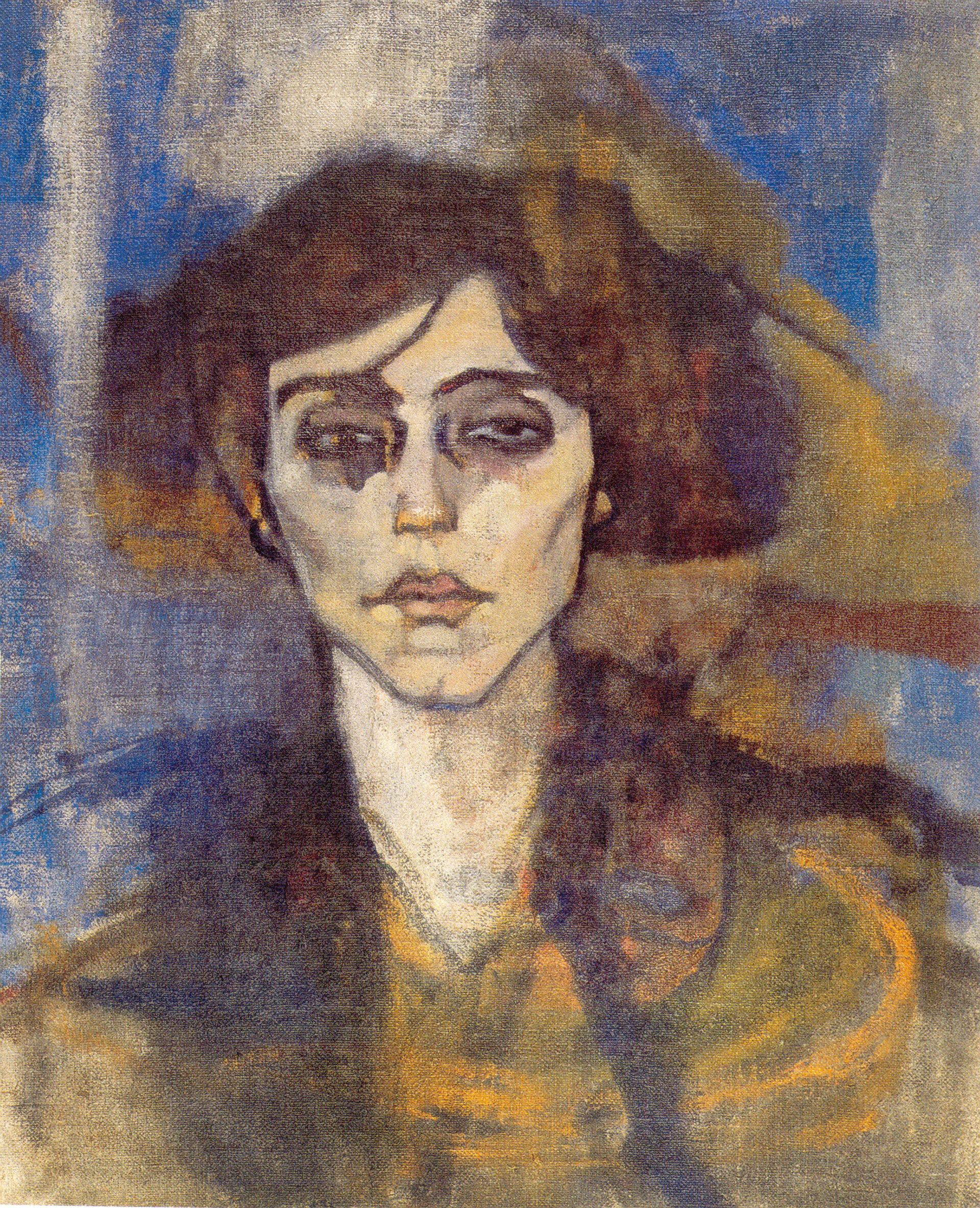
Portret van Maude Abrantes, 1907

Hij schreef zich bij zijn aankomst in bij de Academie Colarossi en vestigde zich in een herberg in de buurt van de Madeleine, vanwaar hij de stad begon te verkennen en zijn weg zocht in de artistieke kringen. Een poos daarna huurt hij een studio in de rue Caulaincourt in Montmartre, toen een grote bouwwerf, waar een aantal avant-garde artiesten zoals, Juan Gris, Kees van Dongen en zijn vriend Ortiz de Zarate hun atelier hadden. Ook de jonge Spaanse artiest Pablo Picasso had zijn atelier gevestigd in deze buurt in Le Bateau-Lavoir, het toenmalige verzamelpunt voor kunstenaars en intellectuelen. De schrijvers André Salmon, Guillaume Apollinaire, Max Jacob, Pierre Mac Orlan en de kunstcriticus André Warnod hadden hier ook hun optrekje gevonden. Zijn eerste vrienden waren een koetsier-dichter Deleschamps en Maurice Utrillo. De vriendschap met Utrillo, die een groot drankprobleem had, zou tot het einde van zijn leven duren. Toen de nieuwe gebouwen in de rue Caulaincourt afgewerkt waren verhuisde Modigliani naar het Hotel du Poirier en daarna naar het Hotel du Tertre. Hij nam tijdelijk zijn intrek in de Bateau-Lavoir, dat was trouwens het adres dat hij aan zijn moeder doorgaf, maar eindigde in een houten gebouwtje op de Place J.-B. Clement op de hoek van de Rue Lepic. Amedeo trachtte in die beginperiode in Parijs zijn levensstijl, die hij gewoon was van Livorno, aan te houden. Hij was een knappe jonge man en kreeg regelmatig geld toegezonden van zijn moeder, maar dat was blijkbaar niet genoeg om zijn drugsverslaving te bekostigen en hij raakte stilaan in diepe armoede. Jeanne Modigliani verzet zich met klem tegen de legende die ontstond, gebaseerd op de memoires van André Utter, die verhaalt dat hij zijn talent te danken had aan zijn alcohol- en hasjgebruik en modern onderzoek lijkt haar daarin bij te treden. De 'biografie' van Salmon: Modigliani, sa vie et son oeuvre (1926) en zijn La vie passioné de Modigliani (1956) zijn fictieverhalen die als biografie werden gepositioneerd. Sommigen denken dat Modigliani drugs en alcohol gebruikte om de effecten en de pijn van de tuberculose waaraan hij leed te verzachten en te verbergen voor vrienden en kennissen, om zo een beeld van vitaliteit te tonen dat hem toeliet zijn werk verder te zetten.
Modigliani was zeker van zijn talent, maar zocht in deze turbulente periode zijn eigen stijl. Hij was enige tijd geïnteresseerd in het symbolisme van de Nabis en het postimpressionisme van Henri Degas en Toulouse Lautrec. Hij bezocht het Salon d'Automne en het Salon des Indépendants, waar hij kennis maakte met het werk van Paul Gauguin, Paul Cézanne en de fauvisten. Hij kende bovendien het werk van de avant-garde: de kubisten, de futuristen en de expressionisten.

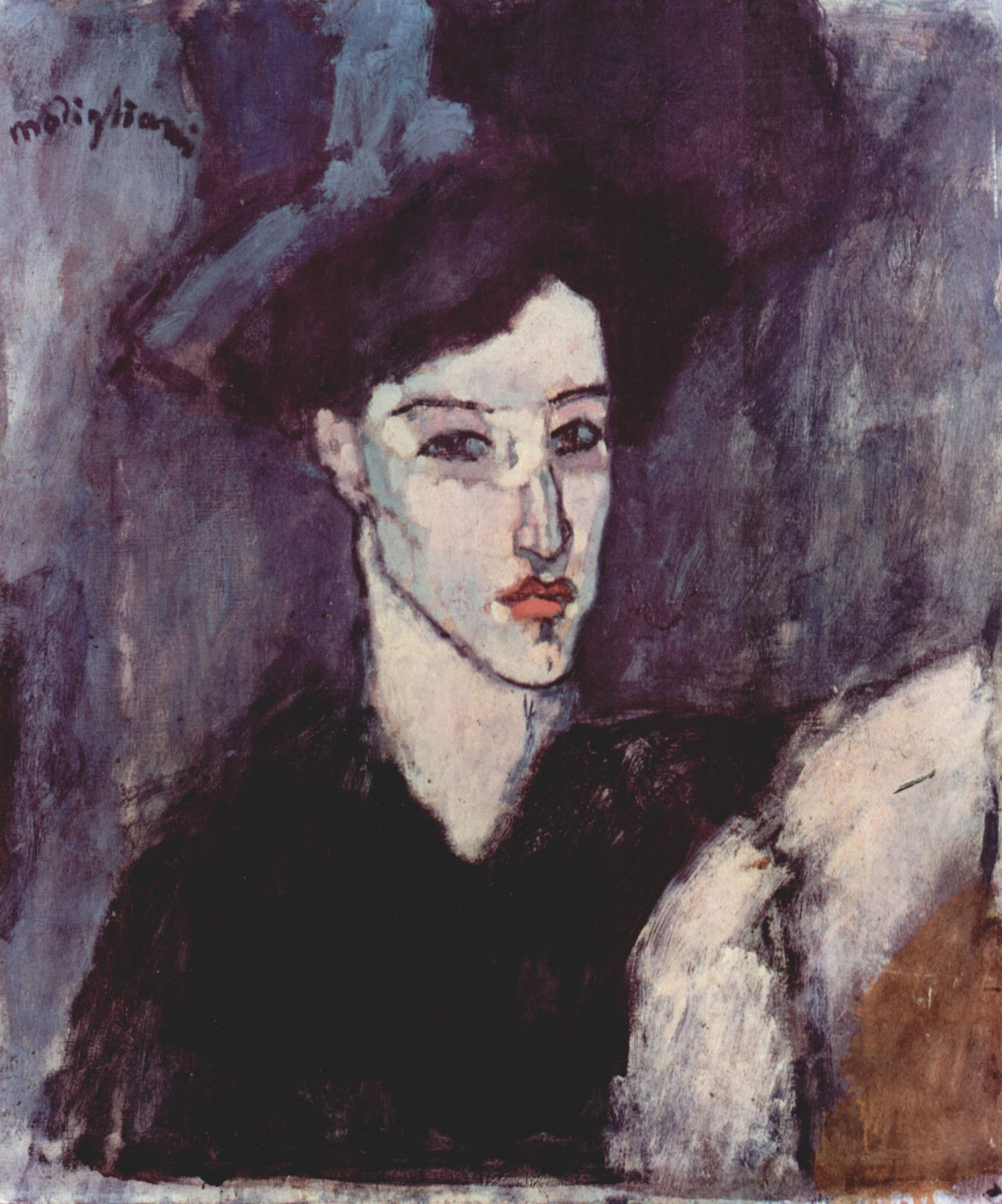
De Jodin, omstreeks 1908

Dat hij in deze periode op zoek was naar een manier om zich uit te drukken blijkt uit de getuigenis van de dichter Louis Latourette over zijn bezoek aan Amedeo's studio. Het was een grote chaos, alle wanden waren bedekt met doeken en de vloer bezaaid met tekeningen, maar Modigliani was wanhopig, hij kon niet wennen aan het licht van Parijs. Enkele dagen later liet Amedeo aan Latourette weten dat hij alles had vernietigd, dat hij stopte met schilderen en zich ging toeleggen op beeldhouwen.
Er is weinig werk uit deze periode bewaard gebleven, maar een van de werken, een Vrouwenbuste uit de Dutilleul-collectie, illustreert de zoektocht van Modigliani. De omtrekken die sterk geaccentueerd zijn doen denken aan Gaugin en Lautrec, terwijl het bijna monochrome kleurgebruik naar Picasso in zijn blauwe periode wijst. De kleurvlakken in het gezicht doen dan weer aan het fauvisme denken. In 1907 werden zeven werken van Modigliani toegelaten op het Salon d'Automne.
In de herfst van 1907 maakte Modigliani kennis met dokter Paul Alexandre die een huis gehuurd had aan de rue du Delta, waar hij een atelier voor onbemiddelde artiesten vestigde. Modigliani woonde niet in het huis, maar had er wel zijn resterende bezittingen ondergebracht. Paul Alexandre kocht enkele werken (onder meer De Jodin) van Amedeo en raadde hem aan zich aan te sluiten bij de Société des Artistes Indépendants om te kunnen deelnemen aan hun salon in 1908. Hij gaf hem ook enkele opdrachten voor portretten, onder meer van zijn vader Jean-Baptiste en van zijn broer Jean. In de periode van 1908 tot 1914, zag Alexandre de artiest zeer regelmatig en zorgde hij voor de nodige materiële steun. In 1914 vertrok Paul Alexandre naar het front.

### Beeldhouwer

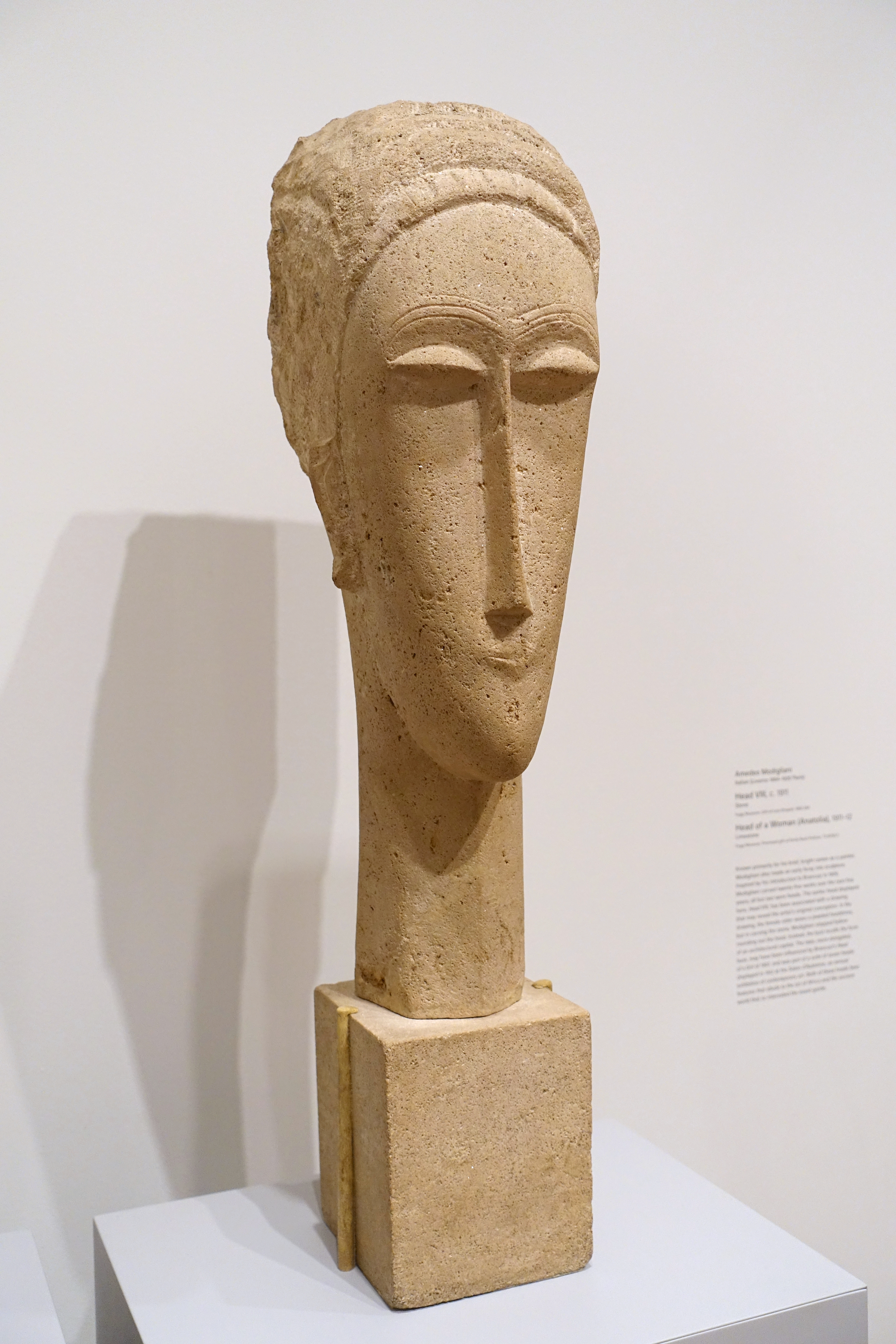
Vrouwenhoofd, 1911-1912, Museum Harvard University.

In de zomer van 1909 keerde Modigliani terug naar Livorno, ziekelijk en uitgebrand door zijn levensstijl. Hij schreef er enkele artikels over filosofie met zijn tante Laura en schilderde De bedelaar van Livorno. Hij bleef echter niet lang in Italië en ging snel terug naar Parijs, waar hij nu een studio huurde in Montparnasse. Hij bezoekt in die periode regelmatig La Ruche, waar hij Marc Chagall, Blaise Cendrars en Chaïm Soutine leerde kennen.
Na zijn ontmoeting met Constantin Brâncuși in de kring van Paul Alexandre in 1909, besloot hij om weer aan de slag te gaan als beeldhouwer, zijn oude roeping. Hij maakte talloze schetsen en tekeningen, waarin we de overgang van schilderkunst naar beeldhouwkunst kunnen zien. Hij had het idee opgevat een tempel voor de mensheid te bouwen en tot het begin van de Eerste Wereldoorlog was hij bijna uitsluitend bezig met het ontwerpen van vrouwenhoofden en kariatiden. Een deel van deze tekeningen die Amedeo achterliet of wou weggooien werden gered en bewaard door Paul Alexandre. In 1910 ontmoet hij zijn eerste grote liefde, de Russische dichteres Anna Achmatova, 21 jaar oud en pas getrouwd, maar het paar begon toch een relatie. In haar memoires schreef Anna dat Modigliani in die periode gek was op Egypte. Zij bezocht met hem, tijdens haar tweede bezoek aan Parijs in 1911, meermaals de Egyptische afdeling in het Louvre, waar Modigliani haar tekende tussen de hoofden van de Egyptische koninginnen. Zoals de kunstenaars uit het Nieuwe Rijk tekent hij zijn figuren gezien vanuit verschillende gezichtspunten, de benen in profiel weergegeven en de romp driekwart gedraaid.

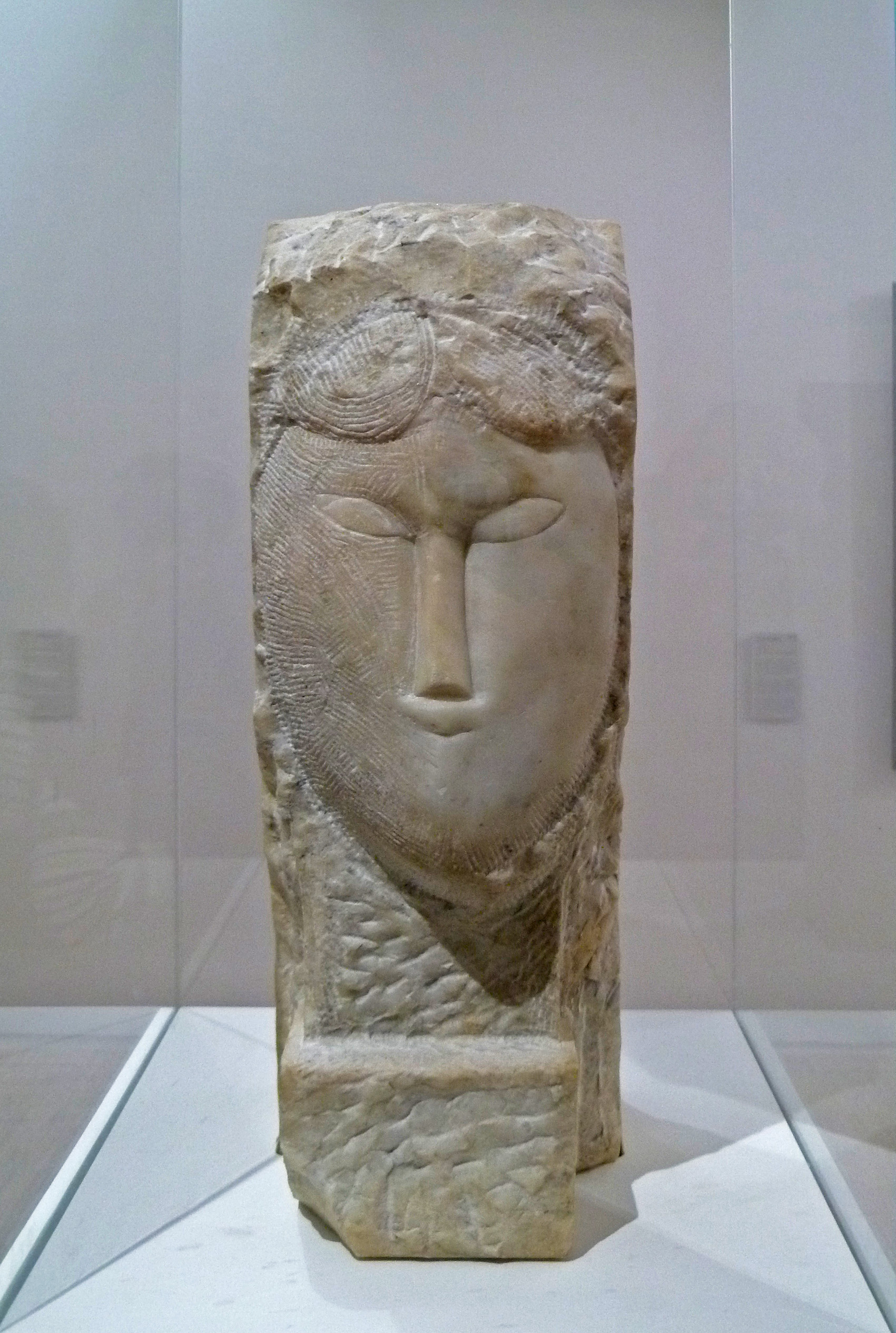
Vrouwenhoofd, 1913, LaM

In die periode deelt Amedeo een tijdje een atelier in de Cité Falguière met de Roemeense beeldhouwer Brâncuși die hem enige opleiding geeft. Zoals Brâncuși zal Modigliani werken zonder voorstudie en past het principe van Michelangelo toe om 'het in de steen al aanwezige beeld zichtbaar te maken'. Naast de Egyptische kunst inspireert hij zich op de kunst van de Cycladen die hij eveneens in het Louvre had leren kennen en in een latere fase op de kunst van de Khmers die hij gezien had in de tentoonstelling in het Palais du Trocadéro. Ook Afrikaanse maskers zouden de kunstenaar beïnvloed hebben in zijn beeldhouwwerk.
Uit de periode van 1909-1913 zijn 26 sculpturen uit zandsteen, een uit marmer en een uit hout bewaard gebleven. In 1911 stelde de Portugese kunstschilder Amadeo de Souza-Cardoso zijn atelier ter beschikking voor een tentoonstelling van het beeldhouwwerk van Modigliani. De expositie opende op 5 maart en werd bezocht door veel van zijn vrienden, zoals Max Jacob, Pablo Picasso, Guillaume Apollinaire, André Derain en Ortiz de Zarate. In 1912 werden zes vrouwenhoofden tentoongesteld op het Salon d’automne.
In 1912 vond zijn vriend Ortiz de Sarrate, Amedeo bewusteloos in diens atelier. Zijn vrienden organiseerden een collecte om de nodige fondsen te verzamelen voor een reis naar Livorno om bij zijn moeder te herstellen. Voortgaande op de getuigenissen van zijn Italiaanse vrienden moet hij er miserabel uitgezien hebben. Volgens zijn dochter Jeanne is er niets met zekerheid te vertellen over het jaar van deze laatste reis naar Italië, maar op basis van de moeilijkheden bij het reizen gedurende de oorlog en de beschrijving van de foto's van zijn beeldhouwwerk dat hij toonde aan zijn vrienden, dateert ze deze reis op 1912 of ten laatste 1913. Hij zou in Livorno nog een aantal hoofden hebben gebeeldhouwd, maar in een woedeaanval over de afwijzing van zijn werk door zijn Livornese vrienden, zou hij alles in een waterput hebben gekieperd.

### 1913 - 1914

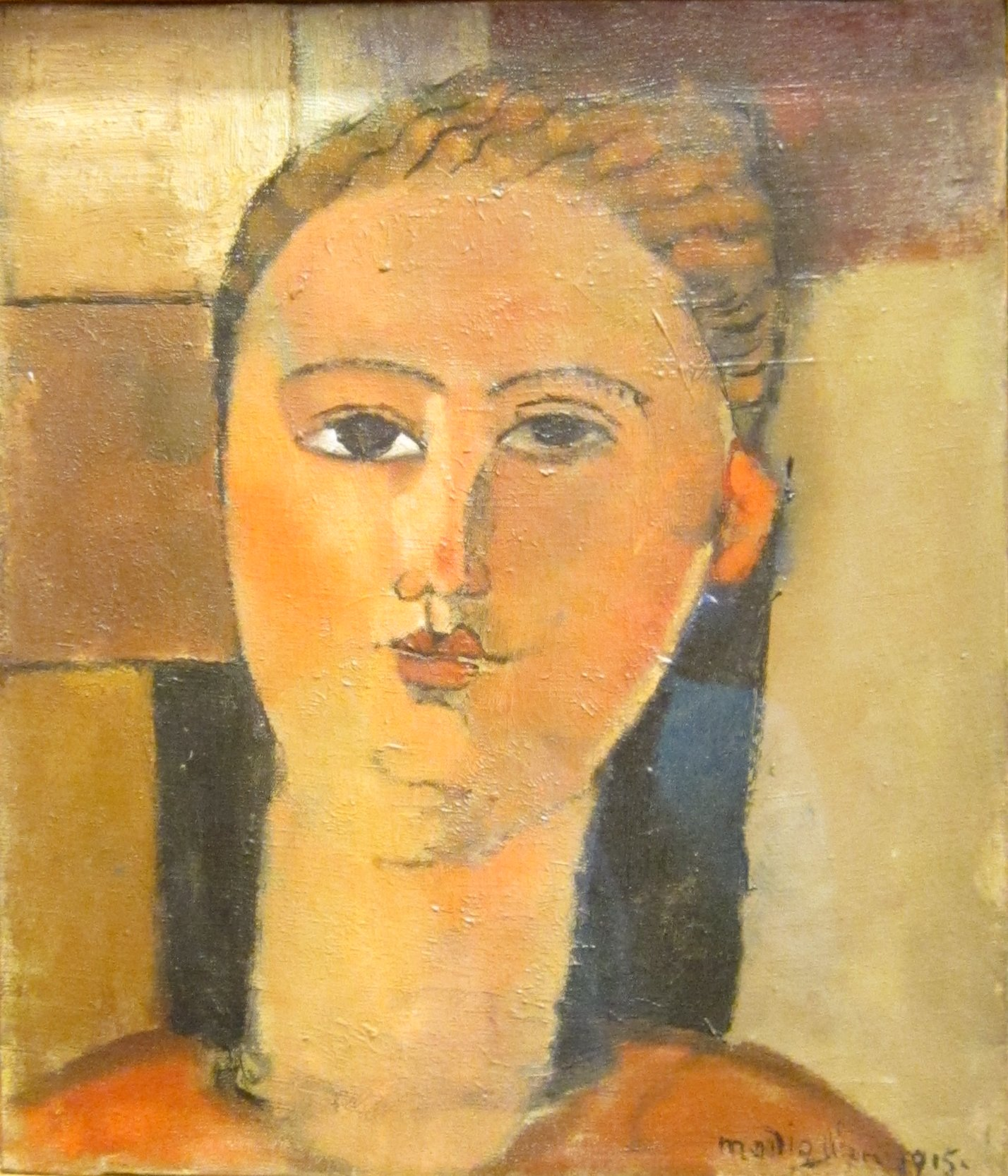
Meisje met rode haren, 1915, Musée de l'Orangerie

In de jaren net voor de Eerste Wereldoorlog, wijzigde Modigliani zijn stijl van schilderen op een fundamentele wijze. Voordien leunde hij dicht aan bij een fauvistisch postimpressionisme. Zijn model werd afgebeeld met intense kleurvlakken, omrand met duidelijke zwarte contouren. Tussen 1913 en 1914 evolueert zijn werk heel duidelijk: hij geeft zijn personages een gebeeldhouwd aspect. Hij gebruikt een volledig abstracte achtergrond, het hoofd wordt met een vereenvoudigde ovale vorm aangegeven met een paar elementen die het herkenbaar maken als een gezicht, dikwijls asymmetrische oren, een scherp getekende neus en ogen die meestal op verschillende hoogte staan. Het hoofd loopt zonder scheiding in de zuiver cilindrische hals over. De kleuren zijn soms nog fauvistisch, maar evengoed pointillistisch.
In juli 1914 maakte Modigliani via Max Jacob kennis met de Engelse dichteres, schrijfster, journaliste en kunstcriticus Beatrice Hastings, ze was correspondente voor het Londense weekblad The New Age onder het pseudoniem Alice Morning. Al snel deelden beiden een appartement. Het paar had een vrij stormachtige relatie met veel ruzies en vechtpartijen maar met evenveel verzoeningen. Hastings verweet Amedeo zijn drugsgebruik, drank was een minder groot probleem voor haar vermits ze zelf ook wel een whisky lustte. In deze periode zat ze ook meermaals voor Modigliani model, voor zover bekend voor veertien portretten. Het was ook in die periode dat Modigliani zich meer en meer ging toeleggen op portretten en stopte met beeldhouwen. De relatie eindigde na twee jaar toen Hastings een relatie begon met de Italiaanse beeldhouwer Alfredo Pina.

### Oorlogsjaren

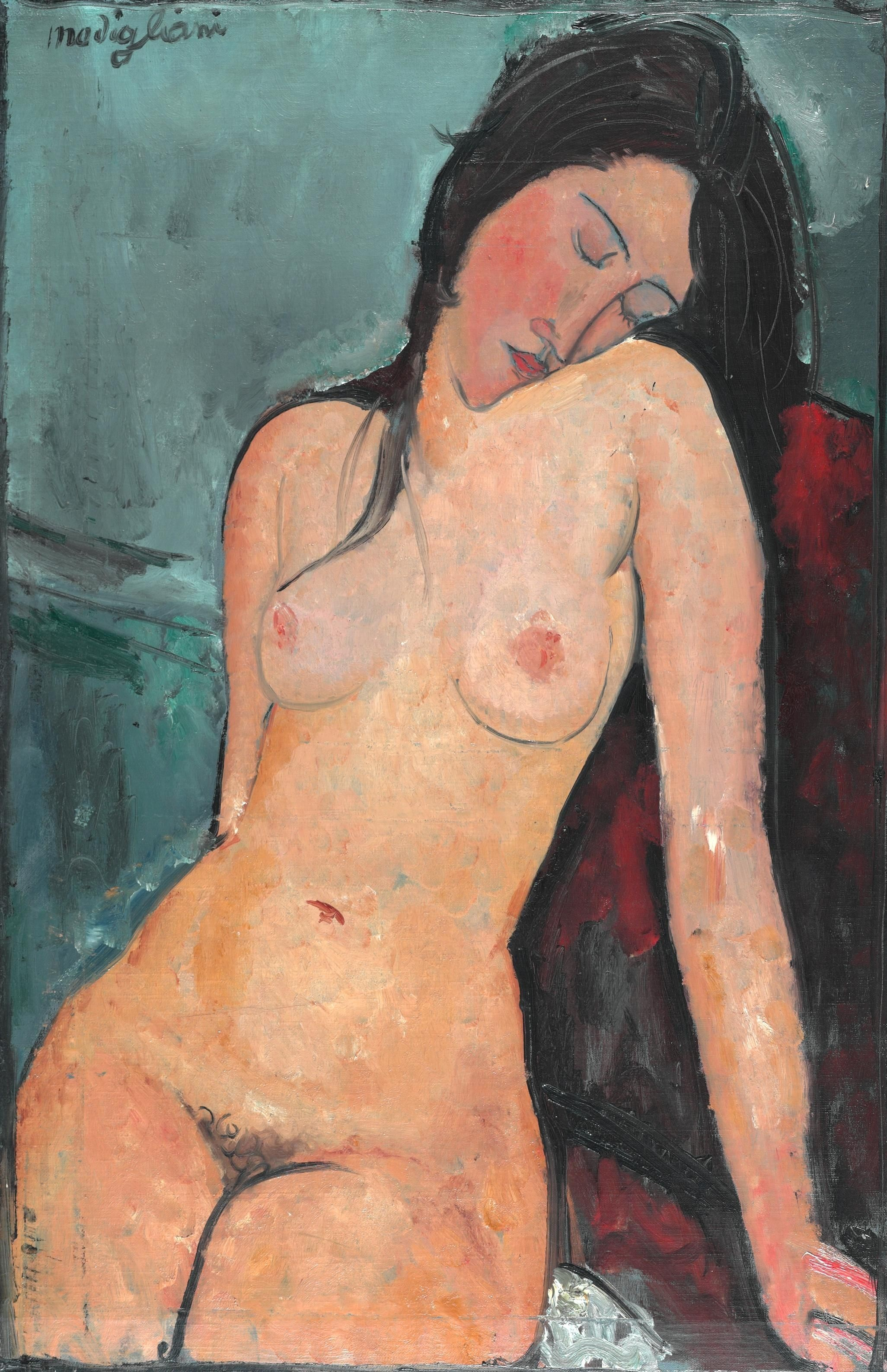
Zittend naakt uit 1916, Courtauld Institute of Art in Londen

Modigliani lijkt in deze periode een nieuwe artistieke familie te vinden in de buitenlandse kunstenaars die zich van overal in Europa in Parijs zijn komen vestigen. Tussen 1914 en 1919 schildert hij een groot aantal portretten van bevriende kunstenaars, schilders, beeldhouwers, musici en dichters. Een aantal van hen zijn beroemd geworden zoals, Pablo Picasso, Max Jacob en Diego Rivera, anderen zoals Léon Lindenbaum en Celso Lagar raakten vergeten. Modigliani wordt op zijn beurt door verschillende van zijn vrienden geportretteerd. Amedeo neemt elementen uit zijn studie van de beeldhouwkunst op in zijn werk en ook al blijven de gezichten perfect herkenbaar, toch zijn ze herleid tot symmetrische maskers met vaak geen pupil in een van de ogen. Hij blijft experimenteren om portretten te maken waar hij het model recht doet en er toch zijn eigen stijl aan geeft. Wij herkennen die werken vandaag onmiddellijk als 'een Modigliani', maar ze illustreren de continue strijd die voor elk schilderij werd geleverd.
In 1915 leert Modigliani, via Max Jacob, Paul Guillaume kennen, die de rol van mecenas van Paul Alexandre, die naar het front was vertrokken, overneemt. In 1916 maakt hij kennis met de jonge Poolse poëet Léopold Zborowski, die zich in 1914 in Parijs gevestigd had en kort daarop een kunsthandel was begonnen. Zborowski neemt Amedeo onder zijn hoede, hij geeft hem een vergoeding van 20 francs per dag en stelt een kamer in zijn huis beschikbaar als atelier. Op aandringen van Zborowski begint Modigliani met een reeks naakten. De kunsthandelaar organiseerde in oktober 1917 een solotentoonstelling met 32 werken van Amedeo in de Galerie Berthe Weill. De vijf naaktschilderijen, die in tegenstelling tot de gewoontes van die tijd niets aan de verbeelding overlieten, zorgden voor opschudding, en de politie kwam tussenbeide om ze te verwijderen. Er werd tijdens de tentoonstelling geen enkel werk verkocht.

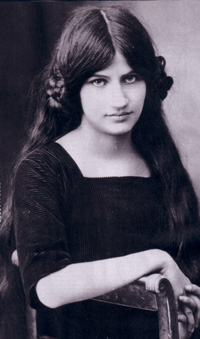
Jeanne Hébuterne

Met carnaval van 1917 leert Modigliani Jeanne Hébuterne kennen. Ze was een jong meisje, pas 19 jaar oud, uit een burgermilieu, dat schilderkunst studeerde aan de Académie Colarossi, haar broer André was ook schilder. Andere bronnen melden dat het koppel elkaar leerde kennen aan de Academie Colarossi, waar Modigliani ook kwam om gratis modellen te kunnen schilderen. Verschillende bronnen melden dat ze talent had en haar vriendin, Germaine Wild, had het over een mooi, intelligent meisje met een sterke persoonlijkheid, het latere geromanceerde beeld dat na haar tragische dood ontstond, toont een lief, onderdanig en volgzaam vrouwtje.

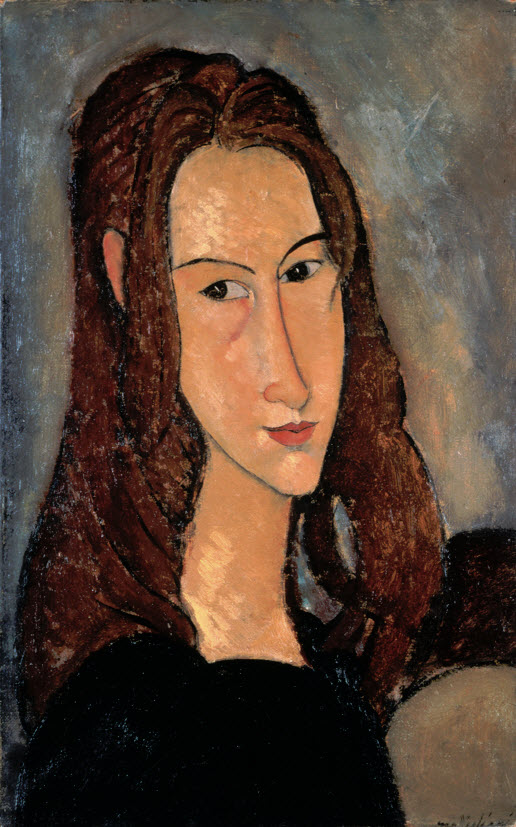
Portret van Jeanne Hébuterne, 1918

Ook zij slaagde er niet in om het drank- en drugsgebruik van Amedeo te milderen. In juni 1917 krijgt Jeanne die met haar ouders in Sarthe verbleef, toelating om naar huis in Parijs terug te keren, maar in feite trok ze in bij haar verborgen liefde, Modigliani. In maart 1918, liet ze haar moeder weten dat ze zwanger was. In mei 1918, na de bombardementen op Parijs in de lente van dat jaar, vergezelde het paar Zborowski en diens vrouw Hanka naar Nice. Ook Jeannes moeder en de schilders Chaïm Soutine en Tsuguharu Foujita waren van de partij. Daar werd op 29 november hun dochter Jeanne geboren, die ingeschreven werd als Jeanne Hébuterne. Op 7 juli 1919 engageerde Modigliani zich in een document opgesteld met getuigen, om Jeanne Hébuterne te huwen, zodra de 'papieren' aankwamen. Hierin werd misschien verwezen naar zijn identiteitsdocumenten die in Nice waren gestolen. Modigliani reisde in mei 1919 terug naar Parijs, zijn vrouw volgde hem in juni en het paar ging samenwonen in de Rue de la Grande Chaumière, maar van een huwelijk kwam niets meer.

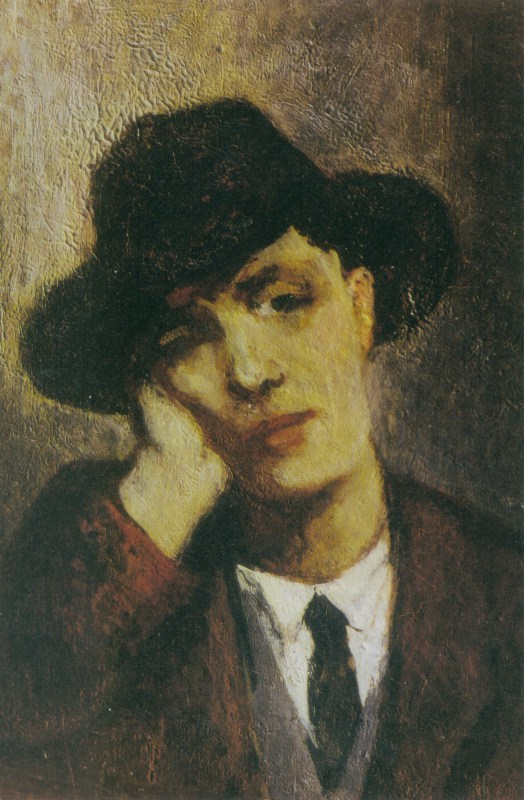
Portret van Modigliani, door Jeanne Hébuterne, omstreeks 1919

Ook in Nice bleef Modigliani zich voornamelijk aan de portretkunst wijden en stuurde zijn werken voor verkoop naar Zborowski, die ondertussen naar Parijs was teruggekeerd, want in Nice kreeg hij niets verkocht. De portretten die Modi maakte tussen april 1918 en mei 1919, meestal van anonieme personen die hij in Nice en Cagnes-sur-Mer ontmoette, komen dicht in de buurt van de stijl van Cézanne. Hij schilderde zuiver frontale portretten in een ruim kader met op de achtergrond een hoekige structuur van kleurblokken. We zien zachtgroen, hemelsblauw en lichtoranje in zijn werken opduiken en de kleuren worden over het algemeen helderder. Modigliani maakt portretten van anonieme personen, zoals ook Cézanne het voor hem had gedaan, in plaats van de elite te vereeuwigen.
Naast de portretten maakte hij samen met Foujita, bij wie hij een tijdje in Cagnes-sur-Mer verbleef, en Léopold Survage die ze in Nice hadden ontmoet, vier landschappen. Van zijn geliefde, Jeanne Hébuterne, maakt hij tijdens hun verblijf in het zuiden meer dan 25 portretten.

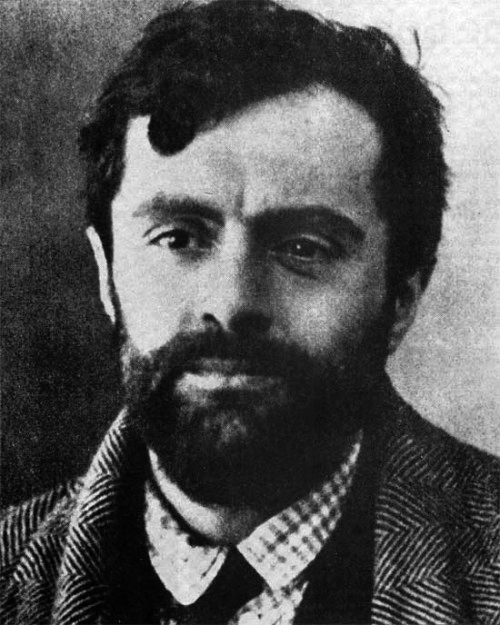
Amedeo Modigliani in 1919, kort voor zijn overlijden

### Het einde
In 1919 na zijn terugkeer in Parijs, kreeg Modigliani stilaan meer erkenning als kunstenaar. Zborowski had zijn deelname geregeld aan een tentoonstelling in Londen onder de titel Modern French Art, georganiseerd door de gebroeders Sitwell in de Mansard Gallery. Modigliani werd hier erkend als een artiest van het niveau van de andere deelnemers, waaronder Picasso, Matisse en Derain. Ook de kunstcritici T. W. Earp and Gabriel Atkins schreven vol lof over hem, maar de erkenning kwam voor hem te laat. Zijn gezondheid ging er in snel tempo op achteruit en ook zijn verslaving werd er niet beter op. In de winter van 1919 schreef hij nog een brief aan zijn moeder waarin hij een bezoek aan Livorno plande in de komende lente.
Over het overlijden van Amedeo Modigliani doen allerlei geromanceerde legendes de ronde, maar de volgende feiten zijn historisch. Op 22 januari 1920 wordt Amedeo naar l'Hôpital de la Charité gebracht met een tuberculeuze meningitis. Hij overlijdt op 24 januari. Jeanne Hébuterne bracht de dag nadien nog een bezoek aan het hospitaal, daarna vergezelde ze haar vader naar het ouderlijk huis. De volgende morgen stortte ze zich uit een raam op de vijfde verdieping naar beneden, waarbij zowel zijzelf als haar ongeboren kind omkwamen.
Modigliani werd begraven op de begraafplaats Père-Lachaise op 27 januari 1920. De hele kunstenaarsgemeenschap uit Montmartre en Montparnasse woonde de begrafenis bij. Jeanne Hébuterne werd begraven in de Cimetière parisien de Bagneux, bij Parijs. Pas in 1930 mocht zij van haar verbitterde familie rusten naast Modigliani en werd zij herbegraven.
Het dochtertje Jeanne van 15 maanden werd geadopteerd door Margherita Modigliani, de zus van Amedeo, die in Florence woonde. Zij schreef later een belangrijke biografie over haar vader.
Na zijn dood werd Modigliani al snel het model voor de 'artiste bohémien', het archetype van het onbegrepen genie die zijn troost zocht in alcohol en drugs. Zijn leven werd door de eerste zogenaamde biografen sterk gekleurd, maar er werd weinig aandacht besteed aan de kunst die de man had voortgebracht. Modigliani was populair bij verzamelaars, veel minder bij academici en kunstkenners. Door de mythevorming werd hij een van de meest bekende kunstenaars uit het begin van de twintigste eeuw, maar tegelijkertijd een van de minst begrepen kunstenaars. Het is pas sinds 1958, met de biografie geschreven door zijn dochter Jeanne, Modigliani senza leggenda, dat het beeld van de schilder stilaan werd bijgesteld.

## Werken
Het werk van Modigliani omvat vrijwel alleen afbeeldingen van mensen, voornamelijk portretten en een aantal naakten. In zijn hele carrière schilderde hij slechts vier landschappen. Hij was ook een tijd als beeldhouwer actief, wat hij zag als zijn ware roeping, die hij echter niet kon waarmaken omwille van de hoge materiaalkosten en zijn slechte longen. Ook al vertoefde hij in Parijs in de hoogtijdagen van de avant-garde schilderkunst, ontwikkelde Modigliani zijn eigen stijl en bleef die in zijn hele carrière trouw.
Het impressionisme (de Macchiaioli) had hij al in Italië achter zich gelaten en ook het postimpressionisme, expressionisme, kubisme, dadaïsme, en futurisme hadden slechts een zeer beperkte invloed op zijn stijl. Hij was enige tijd geïnteresseerd in het symbolisme van de Nabis en het postimpressionisme van Edgar Degas en Toulouse Lautrec. Hij bezocht het Salon d'Automne en het Salon des Indépendants, waar hij kennis maakte met het werk van Paul Gauguin, Paul Cézanne en de fauvisten, maar hij bleef toch zijn eigen stijl trouw. Na het zoeken naar een eigen uitdrukking tijdens de eerste jaren in Parijs en na zijn periode als beeldhouwer, krijgen zijn personages een gebeeldhouwd aspect met een volledig abstracte achtergrond. In de laatste portretten, die hij schilderde in Nice, leunde hij dichter aan bij het werk van Paul Cézanne. Anderzijds kan men in zijn werk ook invloeden van de antieke kunst, de renaissance en het maniërisme aanwijzen. Deze invloeden, die hij meebracht uit Italië, zijn altijd in zijn werk aanwezig gebleven. Het feit dat de kunstenaar zich afzijdig hield van de stromingen uit zijn tijd lag waarschijnlijk mee aan de basis van zijn beperkt succes tijdens zijn leven.
Het werk van Modigliani kende pas succes na zijn dood. Mede aan de basis hiervan ligt waarschijnlijk de verzamelwoede van Roger Dutilleul een Franse industrieel en kunstverzamelaar die in de periode van 1918 tot 1925 meer dan tien procent van het werk van Modigliani verwierf.
Tegenwoordig is Modigliani een van de populairste kunstenaars uit de 20e eeuw. Zijn werk hangt in belangrijke musea, en zijn beeldhouwwerken verwisselen zelden van eigenaar. Zijn schilderij "Nu couché" werd in november 2003 verkocht voor een bedrag van USD 26.887.500 en op 9 november 2015 voor een bedrag van 158,4 miljoen euro.
Modigliani schilderde in totaal een vierhonderdtal schilderijen en duizend aquarellen. Hij heeft slechts een vijftiental werken expliciet gedateerd.

### Werk in openbare collecties (selectie)
- Art Institute of Chicago
- Dallas Museum of Art, Dallas (Texas)
- Fine Arts Museums of San Francisco
- Fitzwilliam Museum, Universiteit van Cambridge
- Galleria nazionale d'arte moderna e contemporanea, Rome
- GAM - Galleria civica d'arte moderna e contemporanea, Turijn
- Guggenheim Museum
- Koninklijk Museum voor Schone Kunsten Antwerpen
- Lille Métropole Museum voor Moderne kunst, Hedendaagse kunst en Art brut, Villeneuve d'Ascq
- Metropolitan Museum of Art, New York
- Musée de l'Orangerie, Parijs
- Musée des Beaux-Arts de Rouen,
- Museum of Fine Arts, Boston
- Museum of Fine Arts, Houston, Texas
- Museum of Modern Art (Moma), New York
- National Gallery of Art, Washington
- National Gallery of Australia, Canberra
- National Museum of Modern Art, Tokio
- Norton Simon Museum, Pasadena, Californië
- Peggy Guggenheim Collection, Venetië
- Philadelphia Museum of Art, Philadelphia
- Rijksmuseum Amsterdam, Amsterdam[24]
- Staatsgalerie, Stuttgart
- Tate Modern, Londen
- Museo Thyssen-Bornemisza, Madrid
- Statens Museum for Kunst (SMK), Kopenhagen
- Museum Ludwig, Keulen

### Tentoonstellingen (selectie)
- Galerie Berthe Weill, 1917
- Modern French Art, Mansard Gallery, Londen 1919
- Bernheim-Jeune-galerij 1922
- Biënnale van Venetië 1930, zaal gewijd aan Modigliani
- Amedeo Modigliani, Musée d'art moderne de la ville de Paris, 1981
- Modigliani retrospectieve, Musée de Lucembourg, Parijs, 2002-2003
- Modigliani: Beyond the Myth, van 21 mei t/m 19 september 2004 in het Jewish Museum[25]
- Royal Academy in Londen, 2006
- Amedeo Modigliani Bonn van 17 april t/m 30 augustus 2009 in de Kunst - und Ausstellungshalle in Bonn
- Amedeo Modigliani, Musée de l'Annonciade, Saint-Tropez, 2010
- Modigliani en zijn vrienden, Pisa, 2014-2015
- Modigliani, GAM, Turijn, 2015
- Amedeo Modigliani, L'oeil intérieur, LaM, Villeneuve-d'Asq, 2016
- Tate Modern, Londen, 2017-2018

### Galerij
| Afbeelding | Titel                                              | Datum      | Grootte, Materiaal               | Museum/verzameling/bezitter                              |
| ---------- | -------------------------------------------------- | ---------- | -------------------------------- | -------------------------------------------------------- |
|            | Naakt (de kleine Jeanne)                           | circa 1908 | 61 × 38 cm, olieverf op doek     | Perls Gallery in New York                                |
|            | Nudo Dolente                                       | 1908       | 81 × 54 cm, olieverf op doek     | Richard Nathanson in Londen                              |
|            | De cellist                                         | 1909       | 130 × 80 cm, olieverf op doek    | Privéverzameling                                         |
|            | Vrouwfiguur                                        | 1911/1912  | 72,5 × 50 cm, olieverf op doek   | Kunstsammlung Nordrhein-Westfalen in Düsseldorf          |
|            | Kop                                                | 1912       | -                                | Metropolitan Museum of Art                               |
|            | Vrouwfiguur in rose                                | 1913/1914  | 54,6 × 43 cm, Aquarel            | Verzameling Evelyn Sharp                                 |
|            | Vrouwfiguur                                        | 1913       | 81 × 46 cm, olieverf op doek     | Verzameling Samir Traboulsi                              |
|            | Portret van de schilder Frank Haviland             | 1914       | 73 × 60 cm, olieverf op karton   | Peggy Guggenheim Collection, Venetië                     |
|            | Portret van Diego Rivera                           | 1914       | 100 × 79 cm, olieverf op karton  | Museu de Arte in São Paulo                               |
|            | Portret van de schilder Moïse Kisling              | 1915       | 37 × 29 cm, olieverf op doek     | Pinacoteca di Brera in Milaan                            |
|            | Bruid en bruidegom                                 | 1915       | 55,2 × 46,3 cm, olieverf op doek | Museum of Modern Art in New York                         |
|            | Portret van Beatrice Hastings voor een deur        | 1915       | 81 × 54 cm, olieverf op doek     | Verzameling Ritter in New York                           |
|            | Portret van Jacques Lipchitz met zijn vrouw        | 1916       | 81 × 54 cm, olieverf op doek     | Art Institute of Chicago in Chicago                      |
|            | Portret van Chaim Soutine                          | 1916       | 100 × 65 cm, olieverf op doek    | Privéverzameling                                         |
|            | Liggend naakt                                      | 1917       | 73 × 116.7 cm, olieverf op doek  | Guggenheim Museum, New York                              |
|            | Vrouw met zwarte stropdas                          | 1917       | 73 × 116 cm, olieverf op doek    | Museum voor Schone Kunsten in Antwerpen                  |
|            | Zittend naakt                                      | 1917       | 73 × 116 cm, olieverf op doek    | Museum voor Schone Kunsten in Antwerpen                  |
|            | Portret van Jeanne Hébuterne met grote hoed        | 1917       | 55 × 38 cm, olieverf op doek     | Privéverzameling                                         |
|            | Liggend naakt met achter het hoofd gekruiste armen | 1917       | 60 × 92 cm, olieverf op doek     | Privéverzameling                                         |
|            | Alice                                              | circa 1918 | 78,5 × 39 cm, olieverf op doek   | Statens Museum for Kunst in Kopenhagen                   |
|            | Portret van Jeanne Hébuterne                       | 1918       | 116 × 73 cm, olieverf op doek    | Privéverzameling                                         |
|            | Staand naakt (Elvira)                              | 1918       | 100 × 65 cm, olieverf op doek    | Verzameling Walter Hadorn in Bern                        |
|            | Meisje in blauw                                    | 1918       | 92 × 60 cm, olieverf op doek     | Privéverzameling                                         |
|            | De zwarte jurk                                     | 1918       | 92 × 60 cm, olieverf op doek     | Privéverzameling                                         |
|            | Jeanne Hébuterne                                   | 1919       | 55 × 38 cm, olieverf op doek     | Privéverzameling                                         |
|            | Portret van Lunia Czechowska                       | 1919       | 65 × 50 cm, olieverf op doek     | Privéverzameling (Fujikawa Galerij te Osaka)             |
|            | Landschap                                          | 1919       | 60 × 45 cm, olieverf op doek     | Privéverzameling                                         |
|            | Boom en huizen                                     | 1919       | 57 × 45 cm, olieverf op doek     | Privéverzameling                                         |
|            | Zelfportret                                        | 1919       | 100 × 65 cm, olieverf op doek    | Museu de Arte Contemporanea da Universidade de São Paulo |

## Film
Aan het leven van Modigliani werden volgende films gewijd:
- 1958, Les amants de Montparnasse, met Gérard Philipe, Lilli Palmer en Anouk Aimé, productie van Sandro Pallavicini, regie Jacques Becker en Max Ophüls.
- 1989, Modi, met Richard Berry, Elide Melli en Trudie Styler, directie Franco Brogi Taviani
- 2004, Modigliani met Andy García en Elsa Zylberstein, een productie van Philippe Martinez, dierectie Mick Davis